# Пышкет
Пышке́т (удм. Пышкизь) — село в Юкаменском районе Удмуртии. Административный центр Пышкетского сельского поселения.

## География
Село находится на берегу реки Лема. Абсолютная высота — 192 м над уровнем моря.

### Часовой пояс
Село Пышкет, как и вся Удмуртская Республика, находится в часовой зоне МСК+1. Смещение применяемого времени относительно UTC составляет +4:00.

## Население
| 2007 | 2010 | 2012 |
| ---- | ---- | ---- |
| 618  | ↘510 | ↘486 |

## Улицы
| - ул. Больничная, - ул. Западная, - ул. Молодёжная, - ул. Новая, | - ул. Октябрьская, - ул. Подлесная, - ул. Полевая, - ул. Поселковская, | - ул. Садовая, - ул. Советская, - ул. Центральная. |

## Инфраструктура
В селе действуют детский сад и средняя школа.